# 权威
在社會學和政治學領域，權威是個人或群體凌駕於他人之上的合法權力。在公民國家，權力以司法部門或政府行政部門等方式行使。
在治理的行使中，權威和權力這兩個詞是不准確的同義詞。 權力一詞指的是政治合法性，它賦予統治者行使政府權力的權利並為其辯護； 權力一詞表示通過服從或服從實現授權目標的能力； 因此，權威是做出決定的權力以及做出此類法律決定和命令其執行的合法性。
人类社会中某种不容置疑的，强制性力量，要求人们无条件的遵从。这是人类社会自身的需要，它在很多方面构成了权力的基础。权威可以是神、也可以是人，也可以是抽象的法律或者对人类共同生活的某种理解。
对权威的接受，不是通过武力等暴力威胁进行强制，而是通过教育、传承、劝导等方式使处于同一个共同体中的人自愿的接受。

## 理论观点

### 马克斯·韦伯
作为公共行政学最主要的创始人之一，马克斯·韦伯认为，任何组织的形成、管治、支配均建构于某种特定的权威之上。适当的权威能够消除混乱、带来秩序；而没有权威的组织将无法实现其组织目标。他提出了三种正式的政治支配和权威的形式，分别为传统权威、魅力权威、以及理性法定权威。
- 传统权威（英語：traditional authority）：这是一种很大程度上依赖于传统或习俗的权利领导形式，领导者有一个传统的和合法的权利行使权力。更重要的是，传统权威是封建、世袭制度的基础，如部落和君主制。这种权力不利于社会变革，往往是非理性的和不一致的。
- 魅力权威（英語：charismatic authority）：当一个领导者的使命和愿景能够激励他人，从而形成其权力基础，产生魅力权威。对魅力领袖的忠实服从以及其合法性往往都是基于信念。他们或会被灌输神或超自然的力量，如宗教先知、戰爭英雄或革命領袖。
- 理性法定权威（英語：rational-legal authority）：这是以理性和法律规定为基础行使权威。服从并不是因为信仰或崇拜，而是因为规则给予领导者的权力。因此，理性法定权力的运用能够形成一个客观、具体和组织结构，并且是科层制（官僚制）的基础。

## 影響
服從權威的例子隨處可見，即使不服從權威並不會造成處罰，一些人依舊會選擇服從權威。服從權威的例子有檢察官會因為法務部長推動廢除死刑而放棄求處殺人犯死刑、二審法官為了盡速結案而順從最高法院的意見，不判處部分殺人犯死刑、一些身心完全正常的普通軍人因為上級的命令，而對無辜民眾發動屠殺、生物學家在權威聲稱人類有24對染色體時，即使觀察結果得出人類只有23對染色體，也還是嘗試證明自身的觀察結果是錯誤的等等。米爾格倫實驗即是在探討單單服從權威本身，會如何讓正常人做出暴行的心理學實驗。

## 参看
- 权威主义
- 暴力
- 權力
- 訴諸權威